# Arleth Terán
Pour les articles homonymes, voir Sotelo et Terán.
Arleth Terán (née Arleth Rocío Terán Sotelo le 3 décembre 1976) est une actrice mexicaine.

## Carrière
Arleth Terán commence sa carrière artistique, dans les années 1980, en réalisant des publicités télévisées à San Luis Potosí, au Mexique.
En 1994, elle intègre le Centre d'Éducation Artistique de Televisa (CEA). Durant sa formation comme actrice, elle a reçu beaucoup de propositions pour participer au monde de la télévision.
Ses prestations ont été reconnues de nombreuses fois par les critiques, aussi bien au niveau national qu'international. Elle a reçu de nombreuses récompenses comme El águila de oro de Venezuela, Premio ACE de New York, et El Heraldo de México, Las palmas de oro et le Sol de oro de México.
Elle joue aussi des rôles d'antagonistes comme dans Mi pequeña traviesa.

## Telenovelas
- 1994-1995 : Agujetas de color de rosa
- 1996 : Confidente de secundaria
- 1996-1997 : Tú y yo : Bárbarita Camacho
- 1997-1998 : Mi pequeña traviesa : Deborah
- 1999 : Alma rebelde : Odette Fuentes Cano Rivera Hill
- 1999-2000 : Tres mujeres : Brenda Muñoz
- 2000-2001 : Primer amor a mil x hora : Priscila Luna Guerra
- 2000 : Por un beso : Dra. Guzman
- 2003 : De pocas, pocas pulgas : Mireya
- 2004 : Corazones al límite : Emma Martínez
- 2005 : La esposa virgen : Olga Barquin
- 2007-2008 : Yo amo a Juan Querendón : Ivonne Mosquera
- 2008-2009 : Mañana es para siempre : Priscila Alvear de Elizalde
- 2010 : Zacatillo, un lugar en tu corazón : Hortensia « Tencha » de Carretas
- 2011 : Rafaela : Ileana Contreras
- 2013 : Corazón indomable : Natasha Fuentes
- 2014 : De que te quiero, te quiero : Concettina Capone de Ricci
- 2014 : Estrella2 : Invitée
- 2015 : Hasta el fin del mundo : Reginita Irabien